# Городские и сельские поселения Воронежской области
Городские и сельские поселения муниципальных районов Воронежской области — муниципальные образования, образованные со второй половины 2004 года, и соответствующие им административно-территориальные единицы, утверждённые Законом от 27 октября 2006 года № 87-ОЗ «Об административно-территориальном устройстве Воронежской области и порядке его изменения».

## Описание
Согласно ст. 2.2 закона об административно-территориальном устройстве, городские и сельские поселения являются административно-территориальными единицами и в границах совпадают с соответствующими муниципальными образованиями; согласно ст. 6, территории муниципальных районов делятся на территории городских и (или) сельских поселений.
Данный закон формально регулирует административно-территориальное устройство и не распространяется на муниципальные образования, но фактически преобразования поселений как муниципальных образований и как административно-территориальных единиц происходит одновременно.

## История
См. также: Сельсоветы и поссоветы Воронежской области#история
Городские и сельские поселения возникли в результате реорганизации сельсоветов и поссоветов как административно-территориальных единиц, а также сельсоветов и поселковых муниципальных образований (под поселениями понимались в первую очередь городские и сельские населённые пункты).
Со второй половины 2004 года серией законов было образованы современные муниципальные образования, а с 2006 года в соответствии с ними были приведены административно-территориальные единицы.
В ОКАТО это преобразование не отражено.

## Список поселений
Обозначения
- ГП — городское поселение
- СП — сельское поселение

| №          | Поселение              | Статус    | Район           | Комментарий |
| ---------- | ---------------------- | --------- | --------------- | --- |
| 1e-06      | Абрамовское 2-е        | сельское  | Таловский       | 2015: объединено с Абрамовским СП |
| 1          | Абрамовское            | сельское  | Таловский       | |
| 2          | Айдаровское            | сельское  | Рамонский       | |
| 3          | Алейниковское          | сельское  | Россошанский    | |
| 4          | Александро-Донское     | сельское  | Павловский      | |
| 5          | Александровское        | сельское  | Верхнехавский   | |
| 6          | Александровское        | сельское  | Павловский      | |
| 7          | Александровское        | сельское  | Россошанский    | |
| 8          | Александровское        | сельское  | Таловский       | |
| 9          | Александровское        | сельское  | Терновский      | |
| 10         | Александровское        | сельское  | Эртильский      | |
| 11         | Алексеевское           | сельское  | Грибановский    | |
| 12         | Алешковское            | сельское  | Терновский      | |
| 12.000002  | Алфёровское            | сельское  | Новохопёрский   | 2011: объединено с ГП городом Новохопёрском |
| 13         | Андреевское            | сельское  | Нижнедевицкий   | |
| 14         | Аннинское              | городское | Аннинский       | |
| 15         | Анновское              | сельское  | Бобровский      | |
| 15.000003  | Анохинское             | сельское  | Таловский       | 2015: объединено с Нижнекаменским СП |
| 16         | Артюшкинское           | сельское  | Аннинский       | |
| 17         | Архангельское          | сельское  | Аннинский       | |
| 18         | Архангельское          | сельское  | Хохольский      | |
| 19         | Архиповское            | сельское  | Россошанский    | |
| 20         | Бабяковское            | сельское  | Новоусманский   | |
| 20.000004  | Базовское              | сельское  | Ольховатский    | 2013: объединено с Ольховатским ГП |
| 21         | Байчуровское           | сельское  | Поворинский     | |
| 22         | Белогорьевское         | сельское  | Подгоренский    | |
| 23         | Березняговское         | сельское  | Петропавловский | |
| 24         | Берёзовское            | сельское  | Аннинский       | |
| 25         | Берёзовское            | сельское  | Бутурлиновский  | |
| 26         | Берёзовское            | сельское  | Воробьёвский    | |
| 26.000005  | Берёзовское            | сельское  | Новохопёрский   | 2011: объединено с Коленовским |
| 27         | Берёзовское            | сельское  | Острогожский    | |
| 28         | Берёзовское            | сельское  | Подгоренский    | |
| 29         | Берёзовское            | сельское  | Рамонский       | |
| 29.000006  | Бирюченское            | сельское  | Таловский       | 2015: объединено с Тишанским СП |
| 30         | Битюг-Матрёновское     | сельское  | Эртильский      | |
| 31         | Бобров, город          | городское | Бобровский      | |
| 32         | Богучар, город         | городское | Богучарский     | |
| 33         | Бодеевское             | сельское  | Лискинский      | |
| 34         | Боевское               | сельское  | Каширский       | |
| 35         | Болдыревское           | сельское  | Острогожский    | |
| 36         | Большеалабухское       | сельское  | Грибановский    | |
| 37         | Большеверейское        | сельское  | Рамонский       | |
| 38         | Большедмитровское      | сельское  | Подгоренский    | |
| 39         | Большедобринское       | сельское  | Эртильский      | |
| 40         | Большеприваловское     | сельское  | Верхнехавский   | |
| 41         | Бондаревское           | сельское  | Кантемировский  | |
| 42         | Борщёво-Песковское     | сельское  | Эртильский      | |
| 42.000007  | Борщёвское             | сельское  | Панинский       | 2015: объединено с Прогрессовским СП |
| 43         | Борщёвское             | сельское  | Хохольский      | |
| 44         | Братковское            | сельское  | Терновский      | |
| 45         | Бродовское             | сельское  | Аннинский       | |
| 46         | Бугаевское             | сельское  | Кантемировский  | |
| 47         | Буравцовское           | сельское  | Эртильский      | |
| 47.000008  | Бурляевское            | сельское  | Новохопёрский   | 2011: объединено с Пыховским с/п |
| 48         | Бутурлиновское         | городское | Бутурлиновский  | |
| 49         | Бутырское              | сельское  | Репьёвский      | |
| 50         | Бычковское             | сельское  | Петропавловский | |
| 51         | Васильевское           | сельское  | Аннинский       | |
| 52         | Васильевское           | сельское  | Бутурлиновский  | |
| 53         | Васильевское           | сельское  | Грибановский    | |
| 53.000009  | Васильевское           | сельское  | Таловский       | 2015: объединено с Александровским СП |
| 54         | Великоархангельское    | сельское  | Бутурлиновский  | |
| 55         | Веретьевское           | сельское  | Острогожский    | |
| 55.00001   | Верхнебыковское        | сельское  | Воробьёвский    | 2015: объединено с Берёзовским СП |
| 56         | Верхнеикорецкое        | сельское  | Бобровский      | |
| 57         | Верхнекарачанское      | сельское  | Грибановский    | |
| 58         | Верхнелуговатское      | сельское  | Верхнехавский   | |
| 59         | Верхнемазовское        | сельское  | Верхнехавский   | |
| 60         | Верхнемамонское        | сельское  | Верхнемамонский | |
| 61         | Верхнеплавицкое        | сельское  | Верхнехавский   | |
| 62         | Верхнетойденское       | сельское  | Аннинский       | |
| 63         | Верхнетуровское        | сельское  | Нижнедевицкий   | |
| 64         | Верхнехавское          | сельское  | Верхнехавский   | |
| 65         | Витебское              | сельское  | Подгоренский    | |
| 66         | Вихляевское            | сельское  | Поворинский     | |
| 66.000011  | Вознесеновское         | сельское  | Таловский       | 2015: объединено с Новочигольским СП |
| 67         | Вознесенское           | сельское  | Таловский       | |
| 68         | Воленское              | сельское  | Новоусманский   | |
| 69         | Волчанское             | сельское  | Каменский       | |
| 70         | Воробьёвское           | сельское  | Воробьёвский    | |
| 70.000012  | Воронежское            | сельское  | Новоусманский   | 2022: объединено с Никольским СП |
| 71         | Воронцовское           | сельское  | Павловский      | |
| 72         | Высокинское            | сельское  | Лискинский      | |
| 73         | Вязноватовское         | сельское  | Нижнедевицкий   | |
| 73.000013  | Вязовское              | сельское  | Таловский       | 2015: объединено с Синявским СП |
| 74         | Гаврильское            | сельское  | Павловский      | |
| 75         | Гвазденское            | сельское  | Бутурлиновский  | |
| 76         | Гниловское             | сельское  | Острогожский    | |
| 76.000014  | Гнилушанское           | сельское  | Семилукский     | 2009: объединено с Нижневедугским СП |
| 76.000015  | Голосновское           | сельское  | Семилукский     | 2009: объединено с Новосильским СП |
| 77         | Гончаровское           | сельское  | Подгоренский    | |
| 78         | Горожанское            | сельское  | Рамонский       | |
| 79         | Гороховское            | сельское  | Верхнемамонский | |
| 80         | Гремяченское           | сельское  | Хохольский      | |
| 81         | Грибановское           | городское | Грибановский    | |
| 82         | Гришевское             | сельское  | Подгоренский    | |
| 83         | Губарёвское            | сельское  | Семилукский     | |
| 84         | Давыдовское            | городское | Лискинский      | |
| 85         | Дальнеполубянское      | сельское  | Острогожский    | |
| 86         | Данковское             | сельское  | Каширский       | |
| 87         | Девицкое               | сельское  | Острогожский    | |
| 88         | Девицкое               | сельское  | Семилукский     | |
| 89         | Дегтяренское           | сельское  | Каменский       | |
| 90         | Дерезовское            | сельское  | Верхнемамонский | |
| 91         | Дерябкинское           | сельское  | Аннинский       | |
| 92         | Дзержинское            | сельское  | Каширский       | |
| 93         | Дмитриевское           | сельское  | Панинский       | |
| 94         | Добринское             | сельское  | Таловский       | |
| 95         | Добровольское          | сельское  | Поворинский     | |
| 95.000016  | Долиновское            | сельское  | Новохопёрский   | 2011: объединено с Коленовским с/п |
| 96         | Дракинское             | сельское  | Лискинский      | |
| 97         | Дьяченковское          | сельское  | Богучарский     | |
| 98         | Евдаковское            | сельское  | Каменский       | |
| 99         | Евстратовское          | сельское  | Россошанский    | |
| 99.000017  | Еланское               | сельское  | Таловский       | 2015: объединено с Абрамовским СП |
| 100        | Елань-Коленовское      | городское | Новохопёрский   | |
| 101        | Елизаветовское         | сельское  | Павловский      | |
| 101.000018 | Еманчанское            | сельское  | Хохольский      | 2015: объединено с Хохольским ГП |
| 102        | Ерышёвское             | сельское  | Павловский      | |
| 103        | Есиповское             | сельское  | Терновский      | |
| 104        | Жилинское              | сельское  | Россошанский    | |
| 105        | Журавское              | сельское  | Кантемировский  | |
| 105.000019 | Заболотовское          | сельское  | Ольховатский    | 2013: объединено с Ольховатским ГП |
| 106        | Заброденское           | сельское  | Калачеевский    | |
| 107        | Зайцевское             | сельское  | Кантемировский  | |
| 108        | Залиманское            | сельское  | Богучарский     | |
| 109        | Залуженское            | сельское  | Лискинский      | |
| 110        | Запрудское             | сельское  | Каширский       | |
| 111        | Землянское             | сельское  | Семилукский     | |
| 112        | Ивановское             | сельское  | Панинский       | |
| 113        | Истобинское            | сельское  | Репьёвский      | |
| 113.00002  | Казанское              | сельское  | Таловский       | 2015: объединено с Александровским СП |
| 114        | Казинское              | сельское  | Павловский      | |
| 114.000021 | Казинское              | сельское  | Семилукский     | 2009: объединено с Землянским СП |
| 115        | Калач, город           | городское | Калачеевский    | |
| 116        | Калачеевское           | сельское  | Калачеевский    | |
| 117        | Калиновское            | сельское  | Грибановский    | |
| 118        | Каменское              | городское | Каменский       | |
| 119        | Каменно-Верховское     | сельское  | Каширский       | |
| 119.000022 | Каменно-Садовское      | сельское  | Новохопёрский   | 2011: объединено с ГП городом Новохопёрском |
| 120        | Каменно-Степное        | сельское  | Таловский       | |
| 121        | Кантемировское         | городское | Кантемировский  | |
| 122        | Карайчевское           | сельское  | Бутурлиновский  | |
| 123        | Карачунское            | сельское  | Рамонский       | |
| 124        | Караяшниковское        | сельское  | Ольховатский    | |
| 125        | Карпенковское          | сельское  | Каменский       | |
| 126        | Каширское              | сельское  | Каширский       | |
| 126.000023 | Квашинское             | сельское  | Воробьёвский    | 2015: объединено с Солонецким СП |
| 127        | Кирсановское           | сельское  | Грибановский    | |
| 128        | Киселинское            | сельское  | Терновский      | |
| 129        | Клёповское             | сельское  | Бутурлиновский  | |
| 130        | Ковалёвское            | сельское  | Лискинский      | |
| 131        | Коденцовское           | сельское  | Каменский       | |
| 132        | Козловское             | сельское  | Бутурлиновский  | |
| 133        | Козловское             | сельское  | Терновский      | |
| 134        | Колбинское             | сельское  | Репьёвский      | |
| 135        | Коленовское            | сельское  | Новохопёрский   | |
| 136        | Колодеевское           | сельское  | Бутурлиновский  | |
| 137        | Колодежанское          | сельское  | Подгоренский    | |
| 138        | Колодезянское          | сельское  | Каширский       | |
| 139        | Коломыцевское          | сельское  | Лискинский      | |
| 140        | Колыбельское           | сельское  | Лискинский      | |
| 141        | Комсомольское          | сельское  | Рамонский       | |
| 142        | Кондрашкинское         | сельское  | Каширский       | |
| 143        | Копанищенское          | сельское  | Лискинский      | |
| 144        | Копанянское            | сельское  | Ольховатский    | |
| 145        | Копёнкинское           | сельское  | Россошанский    | |
| 146        | Коренновское           | сельское  | Калачеевский    | |
| 147        | Коротоякское           | сельское  | Острогожский    | |
| 148        | Коршевское             | сельское  | Бобровский      | |
| 149        | Костёнское             | сельское  | Хохольский      | |
| 150        | Костино-Отдельское     | сельское  | Терновский      | |
| 151        | Кочетовское            | сельское  | Хохольский      | |
| 151.000024 | Кравцовское            | сельское  | Ольховатский    | 2013: объединено с Марьевским СП |
| 152        | Красненское            | сельское  | Панинский       | |
| 153        | Краснобратское         | сельское  | Калачеевский    | |
| 154        | Красное                | сельское  | Павловский      | |
| 155        | Краснознаменское       | сельское  | Лискинский      | |
| 155.000025 | Краснолесненское       | городское | Верхнехавский   | 2004: рп Краснолесный и подчинённые ему с.н.п. переданы из подчинения г. Воронежа в Верхнехавский район; 2006: восстановлены в составе ГО г. Воронежа |
| 156        | Краснолиманское        | сельское  | Панинский       | |
| 157        | Краснолипьевское       | сельское  | Репьёвский      | |
| 158        | Краснологское          | сельское  | Аннинский       | |
| 159        | Краснологское          | сельское  | Каширский       | |
| 159.000026 | Красноновское          | сельское  | Панинский       | 2015: объединено с Чернавским СП |
| 159.000027 | Краснопольское         | сельское  | Воробьёвский    | 2015: объединено с Никольским 1-м СП |
| 160        | Краснореченское        | сельское  | Грибановский    | |
| 161        | Красносёловское        | сельское  | Петропавловский | |
| 162        | Краснофлотское         | сельское  | Петропавловский | |
| 163        | Краснянское            | сельское  | Новохопёрский   | |
| 164        | Кривоносовское         | сельское  | Россошанский    | |
| 165        | Кривополянское         | сельское  | Острогожский    | |
| 166        | Криничанское           | сельское  | Россошанский    | |
| 167        | Криниченское           | сельское  | Острогожский    | |
| 168        | Криушанское            | сельское  | Панинский       | |
| 169        | Круглянское            | сельское  | Каширский       | |
| 170        | Курбатовское           | сельское  | Нижнедевицкий   | |
| 171        | Кутковское             | сельское  | Грибановский    | |
| 172        | Кучеряевское           | сельское  | Бутурлиновский  | |
| 173        | Кучугуровское          | сельское  | Нижнедевицкий   | |
| 174        | Латненское             | городское | Семилукский     | |
| 175        | Латненское             | сельское  | Семилукский     | |
| 176        | Левороссошанское       | сельское  | Каширский       | |
| 176.000028 | Лещановское            | сельское  | Воробьёвский    | 2015: объединено с Воробьёвским СП |
| 177        | Ливенское              | сельское  | Павловский      | |
| 178        | Лизиновское            | сельское  | Россошанский    | |
| 179        | Липовское              | сельское  | Бобровский      | |
| 180        | Липчанское             | сельское  | Богучарский     | |
| 181        | Лисичанское            | сельское  | Ольховатский    | |
| 182        | Лиски, город           | городское | Лискинский      | |
| 183        | Листопадовское         | сельское  | Грибановский    | |
| 184        | Лозовское 1-е          | сельское  | Верхнемамонский | |
| 184.000029 | Лозовское 2-е          | сельское  | Верхнемамонский | 2013: объединено с Лозовским 1-м СП |
| 185        | Ломовское              | сельское  | Рамонский       | |
| 186        | Лосевское              | сельское  | Павловский      | |
| 187        | Лосевское              | сельское  | Семилукский     | |
| 188        | Луговское              | сельское  | Богучарский     | |
| 189        | Лыковское              | сельское  | Подгоренский    | |
| 190        | Мазурское              | сельское  | Поворинский     | |
| 191        | Малоалабухское         | сельское  | Грибановский    | |
| 191.00003  | Маловерейское          | сельское  | Семилукский     | 2009: объединено с Землянским СП |
| 192        | Малогрибановское       | сельское  | Грибановский    | |
| 192.000031 | Малопокровское         | сельское  | Семилукский     | 2009: объединено с Землянским СП |
| 193        | Малоприваловское       | сельское  | Верхнехавский   | |
| 194        | Малосамовецкое         | сельское  | Верхнехавский   | |
| 195        | Мамоновское            | сельское  | Верхнемамонский | |
| 196        | Манинское              | сельское  | Калачеевский    | |
| 197        | Марковское             | сельское  | Каменский       | |
| 197.000032 | Мартыновское           | сельское  | Панинский       | 2015: объединено с Криушанским СП |
| 197.000033 | Марченковское          | сельское  | Ольховатский    | 2013: объединено с Марьевским СП |
| 198        | Марьевское             | сельское  | Ольховатский    | |
| 199        | Мастюгинское           | сельское  | Острогожский    | |
| 200        | Медвеженское           | сельское  | Семилукский     | |
| 201        | Мёдовское              | сельское  | Богучарский     | |
| 202        | Меловатское            | сельское  | Калачеевский    | |
| 202.000034 | Меловатское            | сельское  | Семилукский     | 2009: объединено с Нижневедугским СП |
| 203        | Мечётское              | сельское  | Бобровский      | |
| 204        | Митрофановское         | сельское  | Кантемировский  | |
| 205        | Михайловское           | сельское  | Кантемировский  | |
| 206        | Михайловское           | сельское  | Новохопёрский   | |
| 207        | Михайловское           | сельское  | Панинский       | |
| 207.000035 | Михинское              | сельское  | Таловский       | 2015: объединено с Каменно-Степным СП |
| 208        | Михнёвское             | сельское  | Нижнедевицкий   | |
| 209        | Можайское              | сельское  | Каширский       | |
| 210        | Монастырщинское        | сельское  | Богучарский     | |
| 211        | Морозовское            | сельское  | Россошанский    | |
| 212        | Морозовское            | сельское  | Эртильский      | |
| 213        | Мосальское             | сельское  | Каширский       | |
| 214        | Мосоловское            | сельское  | Аннинский       | |
| 214.000036 | Мужичанское            | сельское  | Воробьёвский    | 2015: объединено с Берёзовским СП |
| 215        | Народненское           | сельское  | Терновский      | |
| 216        | Нащёкинское            | сельское  | Аннинский       | |
| 217        | Нижнебайгорское        | сельское  | Верхнехавский   | |
| 218        | Нижневедугское         | сельское  | Семилукский     | |
| 219        | Нижнедевицкое          | сельское  | Нижнедевицкий   | |
| 220        | Нижнеикорецкое         | сельское  | Лискинский      | |
| 221        | Нижнекаменское         | сельское  | Таловский       | |
| 222        | Нижнекарачанское       | сельское  | Грибановский    | |
| 223        | Нижнекатуховское       | сельское  | Новоусманский   | |
| 224        | Нижнекисляйское        | городское | Бутурлиновский  | |
| 225        | Нижнемамонское 1-е     | сельское  | Верхнемамонский | |
| 225.000037 | Нижнемамонское 2-е     | сельское  | Верхнемамонский | 2013: объединено с Нижнемамонским 1-м СП |
| 226        | Нижнетуровское         | сельское  | Нижнедевицкий   | |
| 227        | Николаевское           | сельское  | Аннинский       | |
| 227.000038 | Николаевское           | сельское  | Терновский      | 2017: объединено с Тамбовским СП |
| 227.000039 | Никольско-Еманчаноское | сельское  | Хохольский      | 2011: объединено со Староникольским СП |
| 228        | Никольское 1-е         | сельское  | Воробьёвский    | |
| 228.00004  | Никольское 2-е         | сельское  | Воробьёвский    | 2015: объединено с Никольским 1-м СП |
| 229        | Никольское             | сельское  | Аннинский       | |
| 230        | Никольское             | сельское  | Бобровский      | |
| 231        | Никольское             | сельское  | Новоусманский   | |
| 231.000041 | Никольское             | сельское  | Таловский       | 2015: объединено с Новочигольским СП |
| 232        | Новобелянское          | сельское  | Кантемировский  | |
| 233        | Новобогородицкое       | сельское  | Петропавловский | |
| 234        | Новогольеланское       | сельское  | Грибановский    | |
| 235        | Новогольское           | сельское  | Грибановский    | |
| 236        | Новогремяченское       | сельское  | Хохольский      | |
| 237        | Новоживотинновское     | сельское  | Рамонский       | |
| 238        | Новожизненское         | сельское  | Аннинский       | |
| 238.000042 | Новоильменское         | сельское  | Новохопёрский   | 2011: объединено с ГП городом Новохопёрском |
| 239        | Новокалитвенское       | сельское  | Россошанский    | |
| 239.000043 | Новокирсановское       | сельское  | Терновский      | 2019: объединено с Терновским СП |
| 240        | Новокриушанское        | сельское  | Калачеевский    | |
| 241        | Новокурлакское         | сельское  | Аннинский       | |
| 242        | Новолиманское          | сельское  | Петропавловский | |
| 243        | Новомакаровское        | сельское  | Грибановский    | |
| 244        | Новомарковское         | сельское  | Кантемировский  | |
| 245        | Новоольшанское         | сельское  | Нижнедевицкий   | |
| 246        | Новопокровское         | сельское  | Новохопёрский   | |
| 247        | Новопостояловское      | сельское  | Россошанский    | |
| 248        | Новосильское           | сельское  | Семилукский     | |
| 249        | Новосолдатское         | сельское  | Репьёвский      | |
| 250        | Новотроицкое           | сельское  | Петропавловский | |
| 251        | Новотроицкое           | сельское  | Терновский      | |
| 252        | Новохарьковское        | сельское  | Ольховатский    | |
| 253        | Новохопёрск, город     | городское | Новохопёрский   | |
| 253.000044 | Новохопёрское          | городское | Новохопёрский   | 2011: объединено с ГП городом Новохопёрском |
| 254        | Новочигольское         | сельское  | Таловский       | |
| 255        | Норово-Ротаевское      | сельское  | Нижнедевицкий   | |
| 256        | Озёрское               | сельское  | Бутурлиновский  | |
| 257        | Октябрьское            | сельское  | Бобровский      | |
| 258        | Октябрьское            | сельское  | Панинский       | |
| 259        | Октябрьское            | сельское  | Поворинский     | |
| 260        | Ольховатское           | городское | Ольховатский    | |
| 261        | Ольховатское           | сельское  | Верхнемамонский | |
| 262        | Ольшанское             | сельское  | Острогожский    | |
| 263        | Орловское              | сельское  | Новоусманский   | |
| 264        | Орловское              | сельское  | Таловский       | |
| 265        | Осадчевское            | сельское  | Репьёвский      | |
| 266        | Осетровское            | сельское  | Верхнемамонский | |
| 267        | Осиковское             | сельское  | Кантемировский  | |
| 268        | Островское             | сельское  | Аннинский       | |
| 269        | Острогожск, город      | городское | Острогожский    | |
| 270        | Острянское             | сельское  | Нижнедевицкий   | |
| 271        | Оськинское             | сельское  | Хохольский      | |
| 272        | Отрадненское           | сельское  | Новоусманский   | |
| 273        | Павловск, город        | городское | Павловский      | |
| 274        | Павловское             | сельское  | Рамонский       | |
| 275        | Панинское              | городское | Панинский       | |
| 276        | Парижскокоммунское     | сельское  | Верхнехавский   | |
| 277        | Пасековское            | сельское  | Кантемировский  | |
| 278        | Первомайское           | сельское  | Богучарский     | |
| 279        | Первомайское           | сельское  | Подгоренский    | |
| 280        | Первомайское           | сельское  | Эртильский      | |
| 281        | Первоэртильское        | сельское  | Эртильский      | |
| 282        | Переваленское          | сельское  | Подгоренский    | |
| 283        | Перелёшинское          | городское | Панинский       | |
| 284        | Перлёвское             | сельское  | Семилукский     | |
| 285        | Першинское             | сельское  | Нижнедевицкий   | |
| 286        | Песковское             | сельское  | Павловский      | |
| 287        | Песковское             | сельское  | Петропавловский | |
| 288        | Песковское             | сельское  | Поворинский     | |
| 289        | Петинское              | сельское  | Хохольский      | |
| 290        | Петренковское          | сельское  | Острогожский    | |
| 291        | Петровское             | сельское  | Лискинский      | |
| 292        | Петровское             | сельское  | Павловский      | |
| 293        | Петропавловское        | сельское  | Лискинский      | |
| 294        | Петропавловское        | сельское  | Острогожский    | |
| 295        | Петропавловское        | сельское  | Петропавловский | |
| 296        | Писаревское            | сельское  | Кантемировский  | |
| 297        | Платавское             | сельское  | Репьёвский      | |
| 298        | Плясоватское           | сельское  | Верхнехавский   | |
| 299        | Поворино, город        | городское | Поворинский     | |
| 300        | Подгоренское           | городское | Подгоренский    | |
| 301        | Подгоренское           | сельское  | Калачеевский    | |
| 301.000045 | Подгоренское           | сельское  | Новохопёрский   | 2011: объединено с Ярковским с/п |
| 302        | Подгоренское           | сельское  | Россошанский    | |
| 303        | Подколодновское        | сельское  | Богучарский     | |
| 303.000046 | Подосиновское          | сельское  | Новохопёрский   | 2011: объединено с Коленовским с/п |
| 304        | Покровское             | сельское  | Павловский      | |
| 304.000047 | Полежаевское           | сельское  | Новохопёрский   | 2011: объединено с Михайловским с/п |
| 305        | Поповское              | сельское  | Богучарский     | |
| 306        | Поповское              | сельское  | Россошанский    | |
| 306.000048 | Поповское              | сельское  | Терновский      | 2014: объединено с Народненским СП |
| 307        | Посевкинское           | сельское  | Грибановский    | |
| 308        | Почепское              | сельское  | Лискинский      | |
| 309        | Правохавское           | сельское  | Верхнехавский   | |
| 310        | Пригородное            | сельское  | Калачеевский    | |
| 311        | Приреченское           | сельское  | Верхнемамонский | |
| 312        | Прогрессовское         | сельское  | Панинский       | |
| 313        | Пугачёвское            | сельское  | Аннинский       | |
| 314        | Пузевское              | сельское  | Бутурлиновский  | |
| 315        | Пчелиновское           | сельское  | Бобровский      | |
| 316        | Пыховское              | сельское  | Новохопёрский   | |
| 317        | Радченское             | сельское  | Богучарский     | |
| 318        | Рамонское              | городское | Рамонский       | |
| 319        | Рамоньское             | сельское  | Аннинский       | |
| 320        | Репьёвское             | сельское  | Репьёвский      | |
| 321        | Рогачёвское            | сельское  | Новоусманский   | |
| 322        | Рождественско-Хавское  | сельское  | Новоусманский   | |
| 323        | Рождественское         | сельское  | Поворинский     | |
| 324        | Россошанское           | сельское  | Репьёвский      | |
| 325        | Россошкинское          | сельское  | Репьёвский      | |
| 326        | Россошь, город         | городское | Россошанский    | |
| 327        | Россыпнянское          | сельское  | Калачеевский    | |
| 328        | Росташевское           | сельское  | Панинский       | |
| 329        | Ростошинское           | сельское  | Эртильский      | |
| 330        | Рубашевское            | сельское  | Аннинский       | |
| 330.000049 | Рудкинское             | сельское  | Хохольский      | 2015: объединено с Гремяченским СП |
| 330.00005  | Руднянское             | сельское  | Воробьёвский    | 2015: объединено с Воробьёвским СП |
| 330.000051 | Русановское            | сельское  | Новохопёрский   | 2011: объединено с ГП городом Новохопёрском |
| 331        | Русановское            | сельское  | Терновский      | |
| 332        | Русско-Буйловское      | сельское  | Павловский      | |
| 333        | Русско-Журавское       | сельское  | Верхнемамонский | |
| 334        | Русскогвоздёвское      | сельское  | Рамонский       | |
| 335        | Сагуновское            | сельское  | Подгоренский    | |
| 336        | Садовское              | сельское  | Аннинский       | |
| 337        | Самовецкое             | сельское  | Эртильский      | |
| 338        | Самодуровское          | сельское  | Поворинский     | |
| 339        | Селявинское            | сельское  | Лискинский      | |
| 340        | Семейское              | сельское  | Подгоренский    | |
| 341        | Семёно-Александровское | сельское  | Бобровский      | |
| 342        | Семёновское            | сельское  | Верхнехавский   | |
| 343        | Семёновское            | сельское  | Калачеевский    | |
| 344        | Семидесятское          | сельское  | Хохольский      | |
| 345        | Семилуки, город        | городское | Семилукский     | |
| 346        | Семилукское            | сельское  | Семилукский     | |
| 346.000052 | Сергеевское            | сельское  | Панинский       | 2015: объединено с Октябрьским СП |
| 347        | Сергеевское            | сельское  | Подгоренский    | |
| 348        | Сериковское            | сельское  | Бутурлиновский  | |
| 349        | Синелипяговское        | сельское  | Нижнедевицкий   | |
| 350        | Синявское              | сельское  | Таловский       | |
| 351        | Скляевское             | сельское  | Рамонский       | |
| 352        | Скорицкое              | сельское  | Репьёвский      | |
| 353        | Скорорыбское           | сельское  | Подгоренский    | |
| 354        | Скрипнянское           | сельское  | Калачеевский    | |
| 355        | Скупопотуданское       | сельское  | Нижнедевицкий   | |
| 356        | Слободское             | сельское  | Бобровский      | |
| 357        | Смаглеевское           | сельское  | Кантемировский  | |
| 358        | Советское              | сельское  | Калачеевский    | |
| 359        | Солдатское             | сельское  | Острогожский    | |
| 360        | Солонецкое             | сельское  | Воробьёвский    | |
| 361        | Сомовское              | сельское  | Рамонский       | |
| 362        | Сончинское             | сельское  | Каменский       | |
| 363        | Спасское               | сельское  | Верхнехавский   | |
| 364        | Среднеикорецкое        | сельское  | Лискинский      | |
| 365        | Стадницкое             | сельское  | Семилукский     | |
| 366        | Старинское             | сельское  | Каширский       | |
| 367        | Староведугское         | сельское  | Семилукский     | |
| 368        | Старокалитвенское      | сельское  | Россошанский    | |
| 369        | Старокриушанское       | сельское  | Петропавловский | |
| 370        | Старомеловатское       | сельское  | Петропавловский | |
| 371        | Староникольское        | сельское  | Хохольский      | |
| 371.000053 | Староольшанское        | сельское  | Семилукский     | 2009: объединено со Староведугским СП |
| 372        | Старотойденское        | сельское  | Аннинский       | |
| 373        | Старохворостанское     | сельское  | Лискинский      | |
| 374        | Старочигольское        | сельское  | Аннинский       | |
| 375        | Степнянское            | сельское  | Лискинский      | |
| 376        | Степнянское            | сельское  | Ольховатский    | |
| 377        | Сторожевское 1-е       | сельское  | Острогожский    | |
| 378        | Сторожевское 2-е       | сельское  | Лискинский      | |
| 379        | Стрелицкое             | городское | Семилукский     | |
| 380        | Ступинское             | сельское  | Рамонский       | |
| 381        | Сухо-Берёзовское       | сельское  | Бобровский      | |
| 382        | Сухогаёвское           | сельское  | Верхнехавский   | |
| 383        | Суходонецкое           | сельское  | Богучарский     | |
| 384        | Таловское              | городское | Таловский       | |
| 385        | Таловское              | сельское  | Кантемировский  | |
| 386        | Тамбовское             | сельское  | Терновский      | |
| 387        | Татаринское            | сельское  | Каменский       | |
| 388        | Твердохлебовское       | сельское  | Богучарский     | |
| 389        | Терновское             | сельское  | Новохопёрский   | |
| 390        | Терновское             | сельское  | Острогожский    | |
| 391        | Терновское             | сельское  | Терновский      | |
| 392        | Тимирязевское          | сельское  | Новоусманский   | |
| 393        | Титаревское            | сельское  | Кантемировский  | |
| 394        | Тишанское              | сельское  | Таловский       | |
| 395        | Тресоруковское         | сельское  | Лискинский      | |
| 396        | Трёхстенское           | сельское  | Каменский       | |
| 397        | Троицкое               | сельское  | Лискинский      | |
| 398        | Троицкое               | сельское  | Новохопёрский   | |
| 398.000054 | Троицкое               | сельское  | Семилукский     | 2009: объединено с Новосильским СП |
| 399        | Тройнянское            | сельское  | Бобровский      | |
| 400        | Трудовское             | сельское  | Новоусманский   | |
| 401        | Тхоревское             | сельское  | Каменский       | |
| 402        | Углянское              | сельское  | Верхнехавский   | |
| 403        | Урывское               | сельское  | Острогожский    | |
| 404        | Усманское 1-е          | сельское  | Новоусманский   | |
| 404.000055 | Усманское 2-е          | сельское  | Новоусманский   | 2022: объединено с Усманским 1-м СП |
| 405        | Филиппенковское        | сельское  | Бутурлиновский  | |
| 406        | Филоновское            | сельское  | Богучарский     | |
| 407        | Фисенковское           | сельское  | Кантемировский  | |
| 408        | Хвощеватовское         | сельское  | Нижнедевицкий   | |
| 409        | Хлебенское             | сельское  | Новоусманский   | |
| 410        | Хлебородненское        | сельское  | Аннинский       | |
| 410.000056 | Хорольское             | сельское  | Таловский       | 2015: объединено с Нижнекаменским СП |
| 411        | Хохол-Тростянское      | сельское  | Острогожский    | |
| 412        | Хохольское             | городское | Хохольский      | |
| 412.000057 | Хохольское             | сельское  | Хохольский      | 2015: объединено с Хохольским ГП |
| 413        | Хреновское             | сельское  | Бобровский      | |
| 414        | Хреновское             | сельское  | Новоусманский   | |
| 415        | Хрещатовское           | сельское  | Калачеевский    | |
| 416        | Центральское           | сельское  | Новохопёрский   | |
| 417        | Чернавское             | сельское  | Панинский       | |
| 418        | Чесменское             | сельское  | Бобровский      | |
| 419        | Чистополянское         | сельское  | Рамонский       | |
| 420        | Чулокское              | сельское  | Бутурлиновский  | |
| 420.000058 | Шанинское 2-е          | сельское  | Таловский       | 2015: объединено с Шанинским СП |
| 421        | Шанинское              | сельское  | Таловский       | |
| 422        | Шапошниковское         | сельское  | Ольховатский    | |
| 423        | Шекаловское            | сельское  | Россошанский    | |
| 424        | Шестаковское           | сельское  | Бобровский      | |
| 425        | Ширяевское             | сельское  | Калачеевский    | |
| 426        | Шишовское              | сельское  | Бобровский      | |
| 427        | Шрамовское             | сельское  | Россошанский    | |
| 428        | Шуберское              | сельское  | Новоусманский   | |
| 429        | Шубинское              | сельское  | Острогожский    | |
| 430        | Шукавское              | сельское  | Верхнехавский   | |
| 431        | Щучинско-Песковское    | сельское  | Эртильский      | |
| 432        | Щучинское              | сельское  | Лискинский      | |
| 433        | Щучинское              | сельское  | Эртильский      | |
| 434        | Эртиль, город          | городское | Эртильский      | |
| 435        | Юдановское             | сельское  | Бобровский      | |
| 436        | Юдинское               | сельское  | Подгоренский    | |
| 436.000059 | Юрасовское             | сельское  | Ольховатский    | 2013: объединено с Караяшниковским СП |
| 437        | Яблоченское            | сельское  | Хохольский      | |
| 438        | Яменское               | сельское  | Рамонский       | |
| 439        | Ярковское              | сельское  | Новохопёрский   | |
| 440        | Ясенковское            | сельское  | Бобровский      | |
| 441        | Ясеновское             | сельское  | Калачеевский    | |
| 442        | Ячейское               | сельское  | Эртильский      | |